# Pindarev Island
Pindarev Island (englisch; bulgarisch Пиндарев остров Pindarew ostrow) ist eine in südost-nordwestlicher Ausrichtung 250 m lange, 115 m breite und 1,9 Hektar große Insel im Archipel der Südlichen Shetlandinseln. Sie liegt 590 m ostsüdöstlich des Kap Sheffield und 950 m westlich des Chiprovtsi Point vor der Nordküste von Rugged Island, von der sie eine 35 m breite Meerenge trennt.
Die bulgarische Kommission für Antarktische Geographische Namen benannte sie 2020 nach dem bulgarischen Maler und Zeichner Tenju Pindarew (1921–2010) für seine Beiträge zur Unterstützung der bulgarischen Antarktisforschung.